# インカ・ショニバレ
インカ・ショニバレ CBE（Yinka Shonibare CBE, 1962年 - ）は、ナイジェリア系イギリス人の芸術家。絵画、彫刻、写真、映像などのさまざまな手法で制作し、人種、性別、階級、文化、国境などの問題を問いかける。アーティスト名に、大英帝国勲章の三等勲位を示す「CBE」を付けている（理由は後述）。

## 略歴

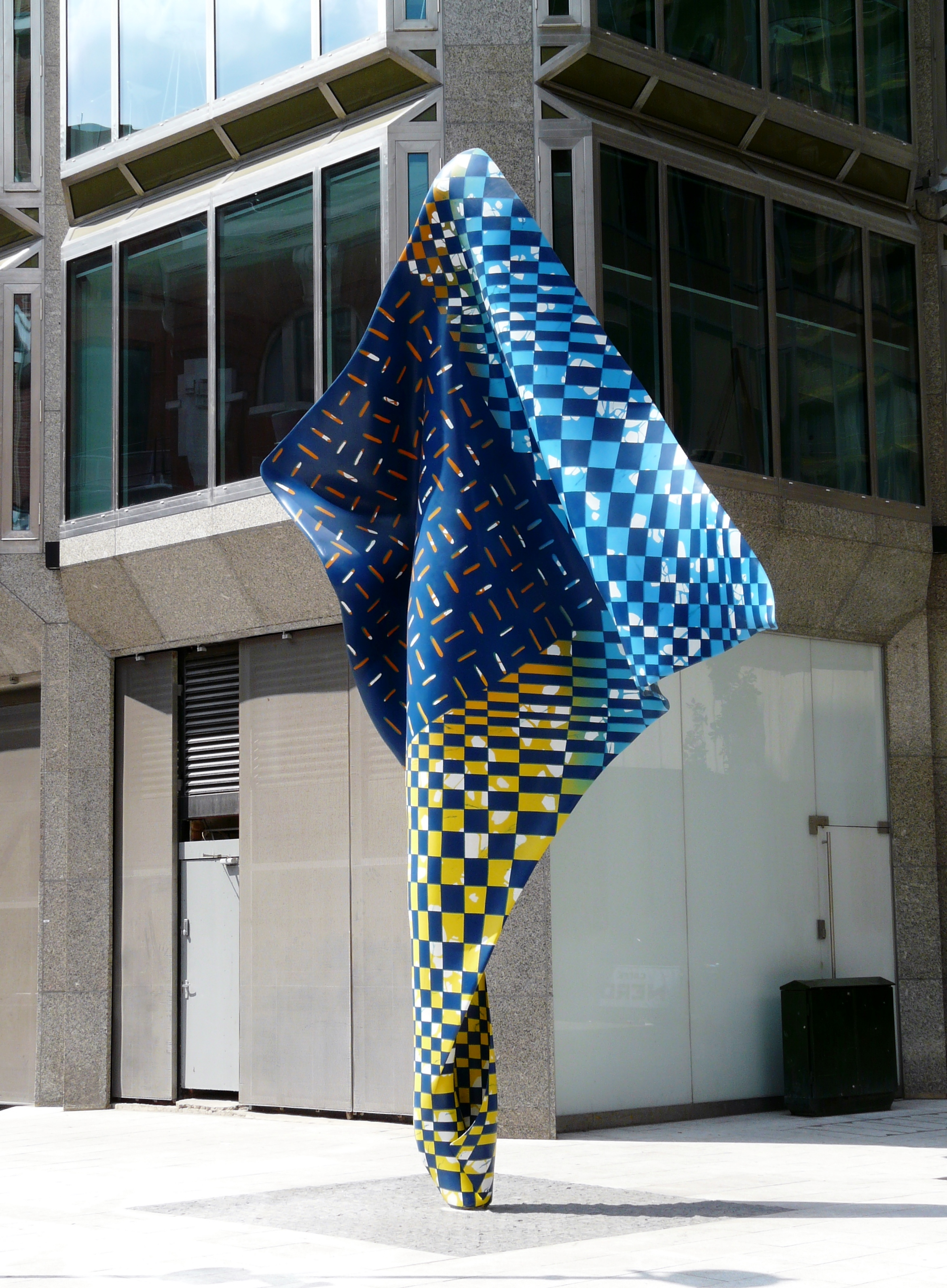
『Wind Sculpture』（2014年）。アフリカン・プリントの布が風にはためいているような形状の彫刻作品。

1962年にイギリスのロンドンに生まれ、3歳から17歳までナイジェリアのラゴスで生活する。ロンドンに再び移住したのちにバイアン・ショー・スクール・オブ・アート（のちのセントラル・セント・マーチンズ）で学び、ゴールドスミス・カレッジで修士号を取得した。イギリスで美術を学んだ時に、ショニバレは指導教員からアフリカらしい作品を求められた。ショニバレにはその要望を受け入れる気はなく、アフリカもまた近代化し、他国の文化に影響を受けてきたことを伝えようと考えた。こうしてショニバレは、アフリカに対するステレオタイプなイメージや、アフリカの植民地化の歴史、美術界におけるヒエラルキーなどに対抗する作品を制作することになった。
1997年に若手芸術家を集めたヤング・ブリティッシュ・アーティストの「センセーション」展でデビューし、2002年にドクメンタ11でキュレイターのオクウィ・エンヴェゾーに依頼されて『Gallantry and Criminal Conversation』を制作して反響を呼んだ。2004年にターナー賞にノミネートされ、2005年には大英帝国勲章五等勲位（MBE）の勲章を授与された。ヴェネチア・ビエンナーレをはじめとして各地の美術館の展覧会に出品し、2008年にシドニー現代美術館で始まった個展は、ブルックリン美術館やスミソニアン博物館のアフリカ美術館を巡回した。2013年にはロイヤル・アカデミー・オブ・アーツ（RA）の会員に選出され、2019年に大英帝国勲章三等勲位（CBE）を授与された。
アーティストネームに称号をつけている理由として、ショニバレは名前によって矛盾を表現すると語っている。英国人らしくない自分に英国の称号がついているのが面白いとしている。
近年では、世界の芸術家と交流できる施設をナイジェリアに建設する計画を進めている。ショニバレは2008年からイースト・ロンドンで芸術家のためのスペースを運営しており、それをラゴスでも始めようと考えた。このプロジェクトはゲスト・アーティスト・スペース（G.A.S.）と呼ばれ、地元の芸術家と世界から訪問する芸術家の交流を支援し、地域経済への貢献も目的として進められている。

## 作品

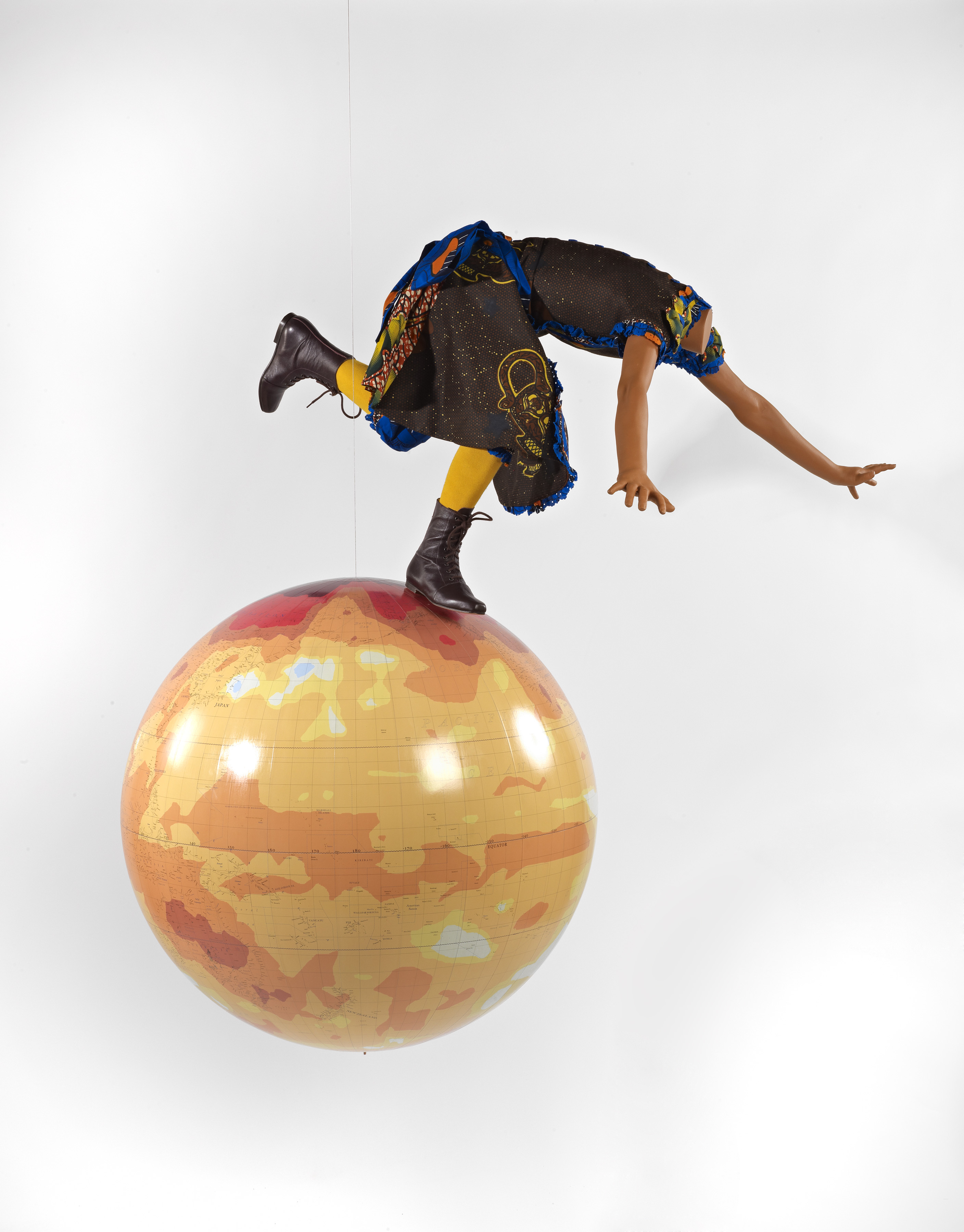
『Champagne Kids』（2014年）

ショニバレは、作品においてポストコロニアル理論やフェミニズムを取り入れている。固有と思われる文化も互いに混ぜ合わさって成立するものであり、互いの文化を歴史的にどのように取り入れてきたかを知ることが重要とする。シリアスな主題を扱うと同時に、それを楽しみながら見てもらえるようにしているという。
ショニバレの作品には、鮮やかな色彩のアフリカン・プリントと呼ばれる布がしばしば使われる。この布は、もとはインドネシアの伝統的なバティックを機械で再現したヨーロッパ製品であり、名前もヨーロッパで付けられたものだった。しかし、1960年代にアフリカ独立の象徴となり、アフリカやアジアでも生産された経緯がある。ショニバレは、ステレオタイプのアフリカ美術を求められた学生時代にアフリカン・プリントの歴史を学び、この布を素材に選ぶようになった。
ショニバレが国際的に知られるきっかけとなったドクメンタの出品作『Gallantry and Criminal Conversation』（2002年）は、17世紀から18世紀のイギリスで行われていたグランドツアーと呼ばれる旅行を題材とした。裕福な貴族の子弟を模した人形たちによって性的で退廃的な観光旅行が表現されており、服装のデザインは当時のものだが生地はアフリカン・プリントになっている。

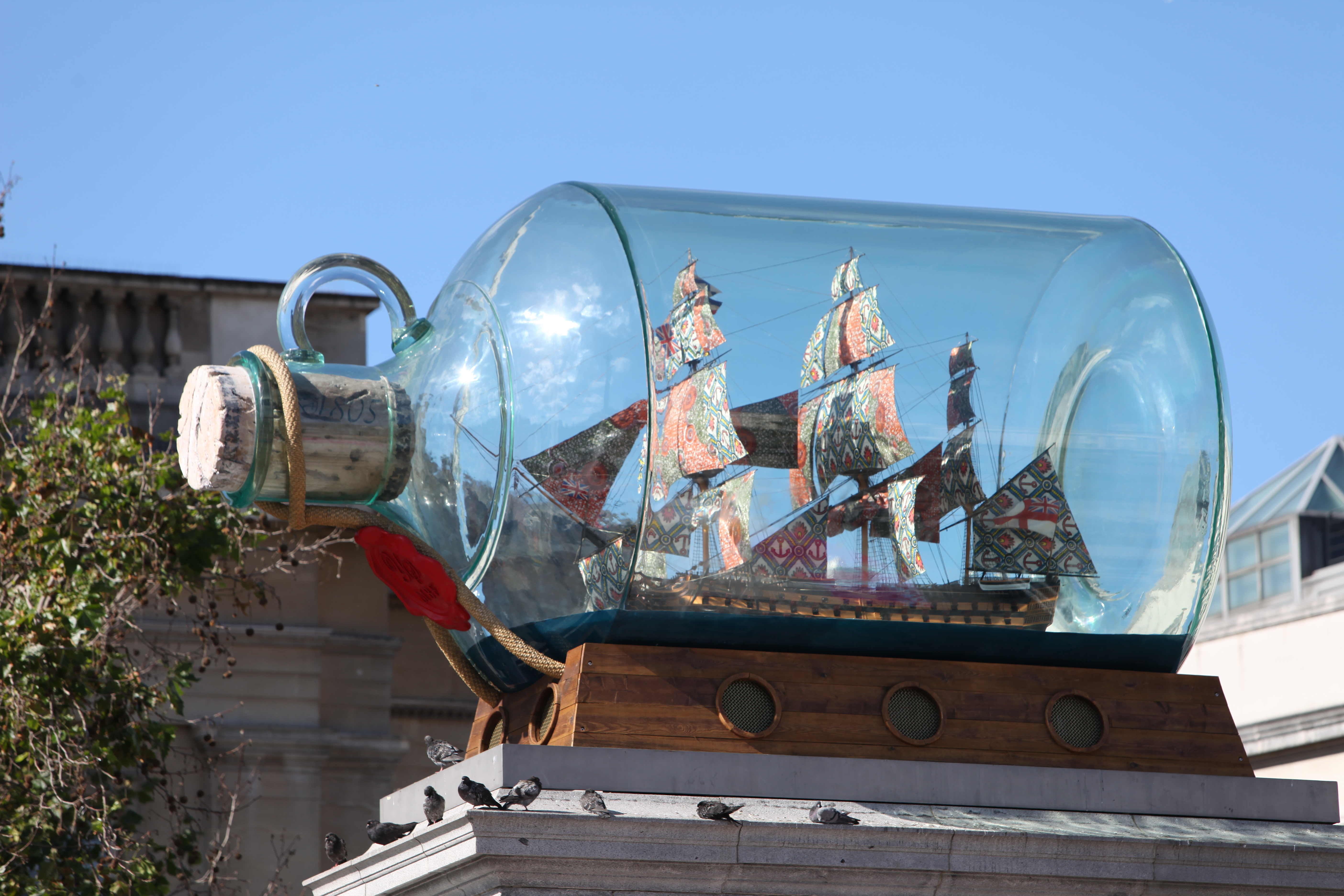
『瓶の中のネルソンの船』（2007年）。船の帆には、アフリカン・プリントが使われている。

『瓶の中のネルソンの船』（2007年）では、イギリスの植民地帝国のきっかけとしてトラファルガー海戦を象徴とした。ネルソンの船とは、トラファルガー海戦でホレーショ・ネルソンが乗ったヴィクトリーを指す。ショニバレは船の帆にアフリカン・プリントを張り、瓶の中に閉じ込めて皮肉を表現している。本作品はトラファルガー広場でも屋外展示された。
『ハイビスカスの下に座る少年』（2015年）では、ナイジェリアのポピュラーな花であるハイビスカスの下に少年像が座っている。少年の服はアフリカン・プリントで作られており、少年の頭部は、イギリス植民地が赤く塗られた地球儀になっている。

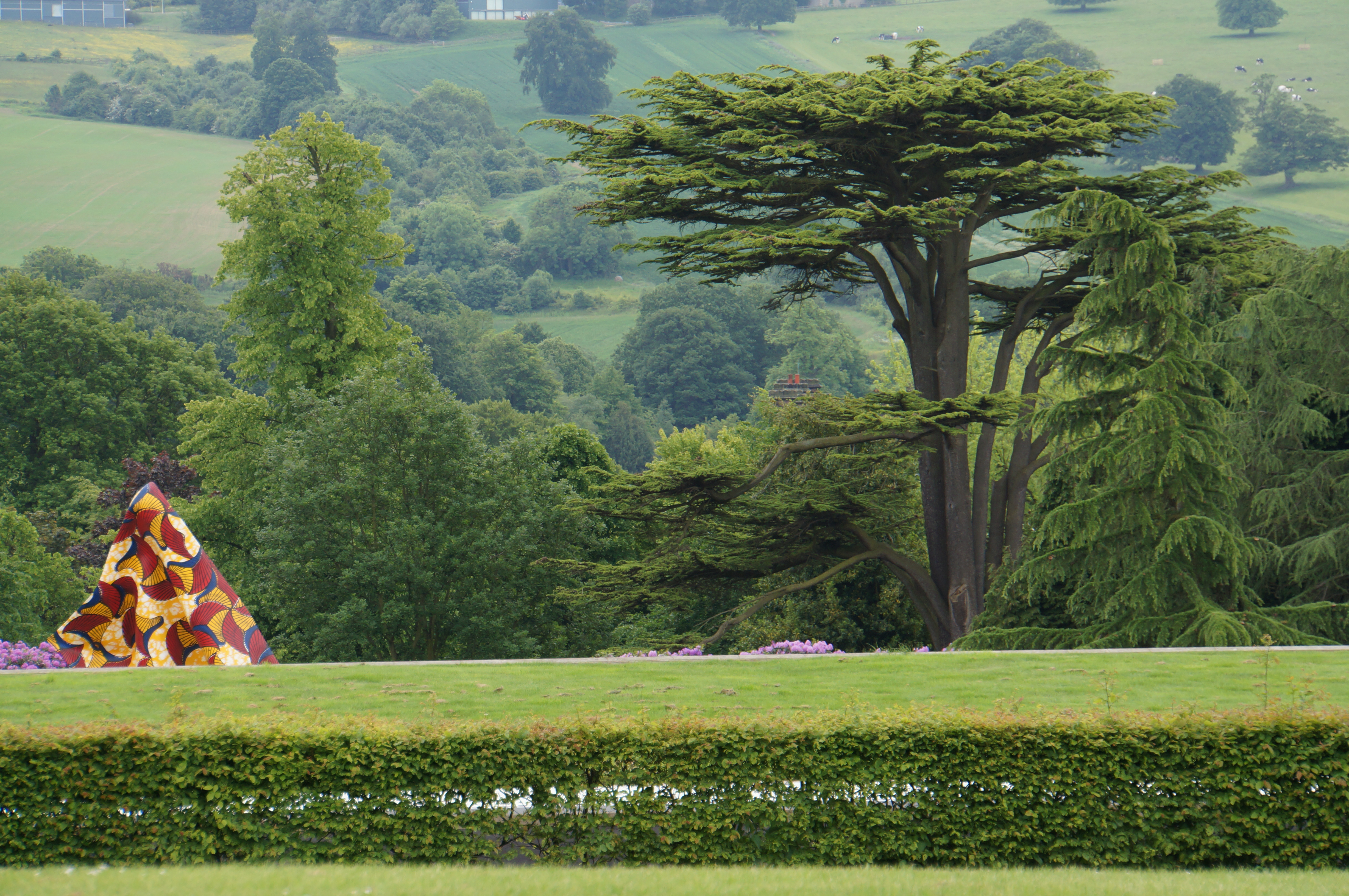
ヨークシャー彫刻公園に展示されたショニバレの作品。

映像作品『オディールとオデット』（2005年）では、色についての問題提起をした。黒人と白人のバレリーナが踊り、鏡合わせのように動くさまが映される。ショニバレは、『白鳥の湖』で白鳥が主役、黒鳥が悪役として表現されてきたことに注目している。
国際的に評価される中で、日本においてもショニバレが紹介されるようになり、2006年に「アフリカ・リミックス　多様化するアフリカの現代美術」が森美術館で開催された時に、ショニバレの作品も展示された。これは25カ国の芸術家を集めた国際巡回展だった。2016年には横浜美術館の「BODY / PLAY / POLITICS」で立体作品とともに映像作品『さようなら、過ぎ去った日々よ』（2011年）が展示された。この作品ではアフリカン・プリントの生地で19世紀フランス風のドレスを着た黒人歌手が、ジュゼッペ・ヴェルディのオペラ『椿姫』のアリアを唄っている。
2019年には福岡市美術館で日本初個展として「インカ・ショニバレCBE: Flower Power」が開催され、個展のために日本を題材とした新作『桜を放つ女性』（2019）も発表された。女性へのエールを込めたこの作品では、アフリカン・プリントで鹿鳴館様式のドレスを作り、ドレスを着た女性像がライフルを撃っている。銃口からは桜が飛び出し、桜の花びらにはさまざまな色が含まれて多様性を表している。女性像の頭部として付けられた地球儀には、19世紀から21世紀にかけて女性の権利の獲得に貢献した著名な人物の名前が書かれている 。